# Filip Dagerstål
Filip Dagerstål (Norrköping, 1 de febrero de 1997) es un futbolista sueco que juega en la demarcación de centrocampista para el Lech Poznań de la Ekstraklasa.

## Selección nacional
Tras jugar con la selección de fútbol sub-17 de Suecia, la selección de fútbol sub-19 de Suecia y la sub-21, finalmente hizo su debut con la selección absoluta el 12 de enero de 2017 en un partido amistoso contra Eslovaquia que finalizó con un resultado de 0-6 a favor del combinado sueco tras los goles de Alexander Isak, David Moberg Karlsson, Per Frick, Saman Ghoddos y un doblete de Sebastian Andersson.

## Clubes
| Club                    | País    | Año       | Partidos | Goles |
| ----------------------- | ------- | --------- | -------- | ----- |
| IF Sylvia               | Suecia  | 2013      | 1        | 0     |
| IFK Norrköping          | Suecia  | 2013-2021 | 161      | 7     |
| F. K. Jimki             | Rusia   | 2021-2022 | 27       | 0     |
| IFK Norrköping (cedido) | Suecia  | 2022      | 11       | 0     |
| Lech Poznań             | Polonia | 2022-     | 40       | 1     |

## Palmarés

### Campeonatos nacionales
| Título              | Club           | País    | Año  |
| ------------------- | -------------- | ------- | ---- |
| Allsvenskan         | IFK Norrköping | Suecia  | 2015 |
| Supercopa de Suecia | IFK Norrköping | Suecia  | 2015 |
| Ekstraklasa         | Lech Poznań    | Polonia | 2025 |